# Pachycrocuta brevirostris
Hiena krótkopyska, hiena olbrzymia († Pachycrocuta brevirostris) – wymarła, olbrzymia, prehistoryczna hiena krótkopyska z rodzaju Pachycrocuta o wielkości zbliżonej do dzisiejszego lwa afrykańskiego, osiągała wysokość 1 metra, jednak była masywniejsza. Zaliczane do megafauny zwierzę jest uznawane za największą hienę, jaka kiedykolwiek żyła. Zamieszkiwała pod koniec pliocenu i środkowego plejstocenu (ok. 3 milionów do ok. 500 tysięcy lat temu) wschodnią i południową Afrykę i Azję. W odróżnieniu od dzisiejszych hien, była aktywnym myśliwym.